# 1965-ös magyar birkózóbajnokság
Az 1965-ös magyar birkózóbajnokság az ötvennyolcadik magyar bajnokság volt. A kötöttfogású bajnokságot május 1. és 2. között rendezték meg Budapesten, a Klapka utcai csarnokban, a szabadfogású bajnokságot pedig augusztus 7. és 8. között Budapesten, a Nemzeti Sportcsarnokban.

## Eredmények

### Férfi kötöttfogás
| Versenyszám  | Arany                             | Arany | Ezüst                            | Ezüst | Bronz                              | Bronz |
| ------------ | --------------------------------- | ----- | -------------------------------- | ----- | ---------------------------------- | ----- |
| Lepkesúly    | Alker Imre Ferencvárosi TC        |       | Bolla József Újpesti Dózsa       |       | Ölveti László Debreceni VSC        |       |
| Légsúly      | Varga János Bp. Honvéd            |       | Gonda Viktor Diósgyőri VTK       |       | Rádi István Kiskunfélegyházi Vasas |       |
| Pehelysúly   | Gubik Rezső Vasas SC              |       | Farkas László Orosházi Spartacus |       | Komóczi Gábor Dunaújvárosi Kohász  |       |
| Könnyűsúly   | Deli József Vasas SC              |       | Steer Antal Honvéd ETI           |       | Wágner Kálmán Vasas SC             |       |
| Váltósúly    | Urbanovics Miklós Ferencvárosi TC |       | Kovács Sándor Szegedi VSE        |       | Rizmajer Antal Ferencvárosi TC     |       |
| Középsúly    | Sillai László Győri Dózsa         |       | Pintér István BVSC               |       | Hollósi Géza Bp. Honvéd            |       |
| Félnehézsúly | Kiss Ferenc Ganz-MÁVAG VSE        |       | Botond Imre Orosházi Spartacus   |       | Kiss Barnabás Ferencvárosi TC      |       |
| Nehézsúly    | Kozma István Vasas SC             |       | Nyers László Dunaújvárosi Kohász |       | Budavári Árpád Pécsi VSK           |       |

### Férfi szabadfogás
| Versenyszám  | Arany                        | Arany | Ezüst                             | Ezüst | Bronz                            | Bronz |
| ------------ | ---------------------------- | ----- | --------------------------------- | ----- | -------------------------------- | ----- |
| Lepkesúly    | Ölveti László Debreceni VSC  |       | Bolla József Újpesti Dózsa        |       | Idei Lajos Vasas SC              |       |
| Légsúly      | Varga János Bp. Honvéd       |       | Gonda Viktor Diósgyőri VTK        |       | Járja István MTK                 |       |
| Pehelysúly   | Kellermann József Bp. Honvéd |       | Bíró Imre Bp. Honvéd              |       | Farkas László Orosházi Spartacus |       |
| Könnyűsúly   | Varga István Honvéd ETI      |       | Rizmajer Nándor MTK               |       | Búzás Károly Ferencvárosi TC     |       |
| Váltósúly    | Bajkó Károly Csepel Autó VSE |       | Urbanovics Miklós Ferencvárosi TC |       | Kovács Sándor Szegedi VSE        |       |
| Középsúly    | Hollósi Géza Bp. Honvéd      |       | Sillai László Győri Dózsa         |       | Maróti István Bp. Honvéd         |       |
| Félnehézsúly | Csatári József Bp. Honvéd    |       | Botond Imre Orosházi Spartacus    |       | Hőhn József Szegedi VSE          |       |
| Nehézsúly    | Kozma István Vasas SC        |       | Szabó Lajos Debreceni VSC         |       | Nyers László Dunaújvárosi Kohász |       |